# 神経痛
神経痛（しんけいつう、Neuralgia）とは、人の体においてさまざまな原因により、末梢神経が刺激されることに起因する痛みのことである。病名ではなく症状を表す。神経痛の多くには痛みを引き起こす原因の病気がある。

## 概要
神経系は、大きく分け中枢神経と末梢神経に分類される。末梢神経は自律神経、運動神経、感覚神経（知覚神経とも呼ばれる）からなる。末梢神経は中枢神経に情報を送り、また中枢神経から情報を受け取る役割がある。末梢神経のうち、感覚神経がなんらかの原因で刺激を受け、末梢神経の経路に沿って生じる痛みを総じて神経痛と呼ぶ。刺激を受けた感覚神経が痛みを感じ取り、中枢神経に伝え、痛みや痺れといった症状が発作性、反復性に現れる。神経痛には、原因がはっきりしている「症候性神経痛」と原因不明で起こる「特発性神経痛」がある。三叉神経痛には、原因がはっきりしている症候性と、原因疾患がわからない特発性の2種類がある。
主な神経痛は、以下の3つである。
- 坐骨神経痛 - 尻から太腿、脹脛にかけて後面に痛みが走る。
- 肋間神経痛 - 背中から胸にかけて痛みが走る。
- 三叉神経痛 - 顔面の痛み。

## 症状・特徴
一般に発作性の痛みが反復して現れることが多く、不規則に起こるが長時間続くことは少ない。原因不明の特発性のものから、原因のはっきりしたものまで含め、特定の末梢神経領域に起こる痛みを総称し「神経痛」と呼ぶ。手足や関節などに起こりやすいが、全身いたるところに起こりうる。強い針で刺したような、あるいは焼け付くような痛みが特徴。末梢神経への圧迫や炎症などが直接的な原因と考えられる。特に秋から冬にかけて増える傾向がある。痛みはリウマチにも似ているが、神経痛では関節の変形は起こらない。

## 神経痛の種類
痛む部位の神経の支配する領域により、以下のような区分がある。
- 舌咽神経痛
- 肋間神経痛
- 肋骨下神経痛
- 上腕神経痛
- 腕神経叢神経痛
- 坐骨神経痛
- 大腿神経痛
- 外側大腿皮神経痛
- 頭部神経痛
- 後頭神経痛
- 三叉神経痛（顔面神経痛）
  - 眼窩神経痛
- ヘルペス後神経痛（帯状疱疹後神経痛）

## 原因
器質的疾患がないなど不明の場合も多いが、原因の分かっているものでは、腫瘍、動脈硬化、帯状疱疹、椎間板ヘルニア、腰椎症、多発性硬化症、ウイルス感染、外傷、ハンセン病など。一部の症例に、外傷の治癒する過程において切断されたり傷付けられた神経が再結合する際の結合ミスなどが原因で通常よりも多くの痛みの信号が脊髄に伝達されるため起こる例などがあることが最近判明している。こうした症例では鎮痛剤は効果が期待できない。
原因が不明のものは特発性神経痛、原因のはっきりした背景にある病気が判明しているものを症候性神経痛と呼ぶ。

## 診断
問診、触診のほか、筋電図検査、MRIやCTによる画像診断などによる高度かつ正確な診断法がある。
痛む部位がある特定の1つの末梢神経の支配している領域内に集中して起こること、突発的な鋭い痛みや痛む時間が短いこと（数秒から数分）、圧痛点とよばれる痛みを誘発する箇所が痛みが起こる末梢神経の支配領域に認められることなどで他の病気と区別される。経験や知識の不足した医師などにより、問診による患者の痛みの訴えだけによる誤った判断から他の病気を見逃がされ、神経痛と誤診されるケースが後を断たないため、専門医の正しい診断が必要となる。

## 治療
まず、原因を突き止め、判明する場合は原因になっている炎症、怪我、血管圧迫などの物理作用に対する治療を行う。薬物療法が基本だが、理学療法、外科的治療、神経ブロック、鍼灸療法などがある。原因が不明（特発性）の神経痛の場合は、痛みを止める（鎮痛剤）対症療法が中心となる。また、ビタミン類を多く摂取するよう心がけ、軽い運動を行い、体を温めるなどの日常の注意が必要である。
多量の抗痙攣薬（神経発火をブロックする）と三環系抗うつ薬が、通常は神経痛の治療に有効である。もし薬物で痛みを取り除くことが不可能な場合、または副作用があった場合は外科的治療が推奨されるだろう。